# Lanciafiamme Mod. 35
Lanciafiamme Spalleggiato Modello 35 — итальянский ранцевый огнемёт образца 1935 года. Применялся во Второй мировой войне.

## История
В начале 1930-х годов для Королевской армии Италии началась разработка собственного ранцевого огнемёта. Опытные образцы были готовы в 1935 году и сразу же огнемёт был принят на вооружение. Боевым крещением оружия стала Вторая итало-эфиопская война, в ходе которой были созданы взводы огнемётчиков. Такой вид оружия оказал большое психологическое воздействие на солдат эфиопской армии, состоявшей в большинстве своём из племенных воинов.
В 1939 году 176 огнемётов Lanciafiamme Mod. 35 были поставлены в финскую армию, воевавшую в то время с РККА.
Со вступлением Италии в июне 1940 года во Вторую мировую войну огнемёты этого типа ограниченно применялись на Греческом фронте, в Северной Африке, а позже и на Восточном фронте.

## Устройство

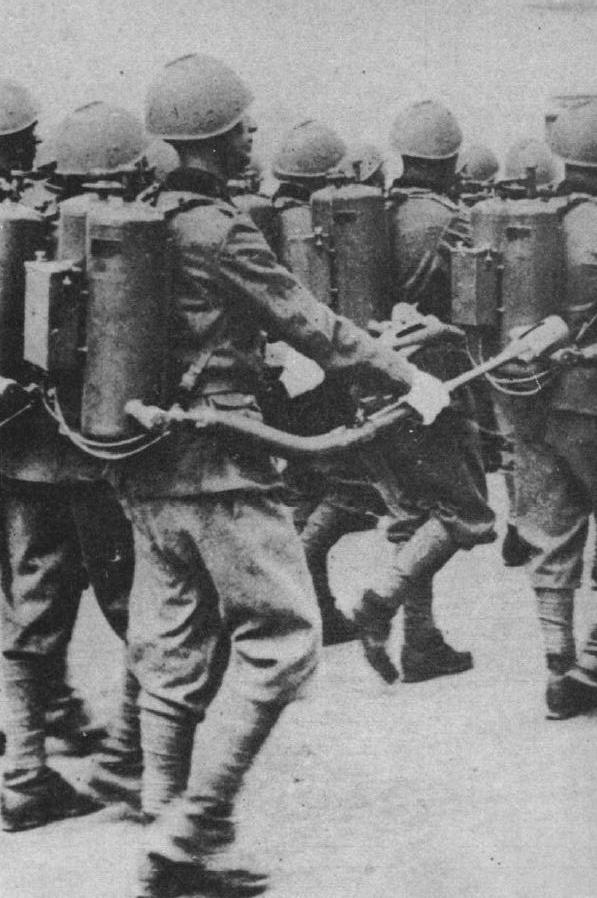
Итальянские огнемётчики с Lanciafiamme .Mod 35 на параде.

Lanciafiamme Mod. 35 представлял из себя классический ранцевый огнемёт, состоявший из двух баллонов, каждый из которых внутри был разделён на две части с помощью металлической диафрагмы. Две верхние секции были соединены друг с другом и содержали 6 литров азота под давлением в 20 атмосфер. Нижние секции, также соединённые между собой, содержали 12 литров горючей смеси, состоявшей из 9 частей дизельного топлива и одной части бензина. В нижней части правого баллона находился патрубок, соединенный шлангом с брандспойтом из лёгких сплавов.
Первоначально система воспламенения была механической кремнёвой, но позже стала электрической с применением 18-вольтовой батареи с зарядным генератором для ручной перезарядки.
Огнемётчики были одеты в специальные огнезащитные комбинезоны. Как правило итальянские огнемёты перевозились на транспорте, а сами огнемётчики надевали их уже перед боем.

## Lanciafiamme Mod. 40
Модель образца 1940 года представляла собой модернизированный огнемёт с улучшенной системой электрического зажигания. Система состояла из магнето высокого напряжения активируемого с помощью турбины, приводимого в движении потока жидкого топлива под давлением во время запуска, расположенного сзади в баллонах.